# Plaza City
Plaza City es un shopping a cielo abierto ubicado en el barrio Juan Pablo II de Ciudad del Este, Paraguay. Es el primer centro de compras con este estilo en la ciudad, y su arquitectura está inspirada en las ruinas de Jesús de Tavarangüé.

## Antecedentes
El proyecto consiste en el diseño del primer shopping abierto de la ciudad, que incorporará una amplia oferta de espacios comerciales y de ocio. El proyecto cuida especialmente los recorridos abiertos y las relaciones espaciales que se establecen entre los diferentes locales, que, siguiendo las directrices del encargo, toman como referencia la arquitectura colonial de los poblados paraguayos y detalles típicos de las misiones jesuíticas.

## Arquitectura
El Shopping es la evocación de la arquitectura jesuítica con fachadas que tienen reminiscencias de las construcciones de la época colonial. Incorpora colores vivos como para darle vida, alegría, acordes a las características tropicales de la región. La proyección del emprendimiento coincide con la idea de varios empresarios de Ciudad del Este respecto a la reinvención del comercio de la ciudad, con un enfoque que busque captar al comprador genuino, al turista, y dejar de depender de los revendedores "hormiga".

## Infraestructura
El centro comercial cuenta con 45 locales, con una tendencia de comercio mixto, entre tiendas, locales gastronómicos y centros de distracción. También contará con 4 salas de cine, que serán las más grandes del país y que aumentan al doble la capacidad de butacas de lo que actualmente ofrece el rubro en la ciudad. El estacionamiento posee una capacidad para casi 500 vehículos.

## Servicios
Algunas de las marcas que están instaladas en el complejo son: Nike, Burger King, Domino's Pizza, Café Martínez, TGI Friday's e Intimity. También tendrá su propia sala de cine con el Villa Morra Cine Center. La lista sigue con los salones de belleza Charme, la marca de ropa Patrol, las casas de calzado Gino Ventori, Esdra y Demócrata. Maxi Cambios, Kevingston, la tienda por departamentos Unicentro, y Lleva Viajes y Turismo también formará parte del shopping.